# Hnití

Rozkládající se broskev sledovaná po 6 dnů v intervalech přibližně 12 hodin, kdy se postupně vytváří plíseň

Hnití (hniloba, rozklad, putrefakce) je chemický, biologicky podmíněný proces, při kterém dochází k rozkladu organických látek za nedostatku vzdušného kyslíku. Je to anaerobní pochod, jímž vzniká zejména methan (CH4), amoniak (dříve čpavek; NH3) a sulfan (dříve sirovodík; H2S). Hnití je jedním z typů ireverzibilní denaturace bílkovin; je to mikrobiální rozklad, který vede ke vzniku zapáchajících produktů. To, co hnije, má zvýšené pH.
Organické látky uchovávají energii v termodynamickém slova smyslu a pokud nemají patřičné biologické okolí, vnitřně se rozkládají (hydrolyzují) z proteinů na aminokyseliny. Jde o termodynamicky spontánní proces, který je navíc akcelerován anaerobními bakteriemi trávicího traktu, které také produkují kadaverin a putrescin, jež se jako plyny šíří z kavit do tkání a dále do oběhového systému. To se navenek projeví nadýmáním (potopené tělo vyplave na hladinu). Dále bakterie produkují ethanol, což znemožňuje zpětně určit alkohol v krvi.